# Wegscheid (Haut-Rhin)
Pour les articles homonymes, voir Wegscheid.
Wegscheid est une commune française située dans l'aire d'attraction de Mulhouse et faisant partie de la collectivité européenne d'Alsace (circonscription administrative du Haut-Rhin), en région Grand Est.
Cette commune se trouve dans la région historique et culturelle d'Alsace.
Ses habitants sont appelés les Wegscheidois et les Wegscheidoises.

## Géographie
Le village est situé dans le sud-ouest de l'Alsace, dans la vallée de la Doller entre sa confluence d'avec les cours d'eau du Heimbach et du Soultzbach. Le ban communal est dominé par la forêt qui occupe plus de 88 % du territoire.
En date du 28 mars 2008 et sur demande de la commune, le conseil régional d'Alsace a créé la première réserve naturelle régionale de la forêt des volcans de Wegscheid. La commune est desservie par la route départementale 466 qui relie Masevaux (distante de 5 km) au ballon d'Alsace et, au-delà, au département des Vosges. Cet axe structurant de la vallée de Masevaux se raccorde à la RN 83 à hauteur de Pont d'Aspach. Mulhouse est à 37 km.
C'est une des 188 communes du parc naturel régional des Ballons des Vosges.

### Communes limitrophes
Kirchberg au sud-est, Oberbruck vers le nord-ouest, Dolleren à l'ouest, Rimbach-près-Masevaux au Nord
| Oberbruck | Rimbach-près-Masevaux |           |
| Dolleren  | Wegscheid             |           |
|           |                       | Kirchberg |

### Hydrographie

#### Réseau hydrographique
La commune est dans le bassin versant du Rhin au sein du bassin Rhin-Meuse. Elle est drainée par la Doller, le ruisseau Heimbach et le Soultzbach,,.
La Doller, d'une longueur de 46 km, prend sa source dans la commune de Dolleren et se jette dans l'Ill à Mulhouse, après avoir traversé 17 communes. Les caractéristiques hydrologiques de la Doller sont données par la station hydrologique située sur la commune de Kirchberg. Le débit moyen mensuel est de 2,53 m3/s. Le débit moyen journalier maximum est de 47,3 m3/s, atteint lors de la crue du 14 novembre 2023. Le débit instantané maximal est quant à lui de 70,4 m3/s, atteint le même jour.

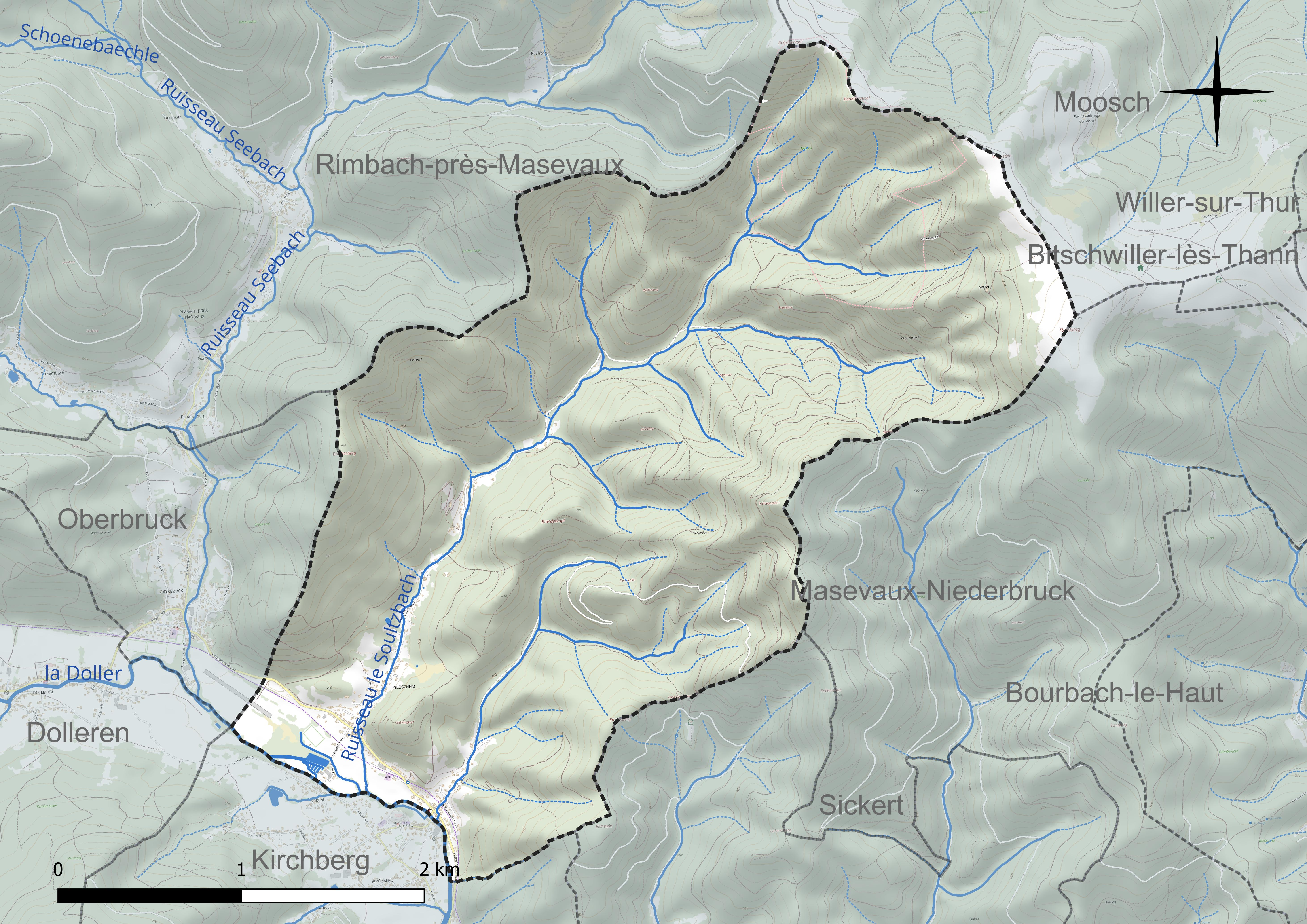
Réseau hydrographique de Wegscheid.

#### Gestion et qualité des eaux
Le territoire communal est couvert par le schéma d'aménagement et de gestion des eaux (SAGE) « Doller ». Ce document de planification concerne le bassin versant de la Doller dont le territoire s’étend sur 280 km2. Il a été approuvé le 15 janvier 2020. La structure porteuse de l'élaboration et de la mise en œuvre est le syndicat mixte « Rivières de Haute-Alsace ». 
La qualité des cours d’eau peut être consultée sur un site dédié géré par les agences de l’eau et l’Agence française pour la biodiversité. 

### Climat
Pour des articles plus généraux, voir Climat du Grand Est et Climat du Haut-Rhin.
En 2010, le climat de la commune est de type climat de montagne, selon une étude du Centre national de la recherche scientifique s'appuyant sur une série de données couvrant la période 1971-2000. En 2020, Météo-France publie une typologie des climats de la France métropolitaine dans laquelle la commune est exposée à un climat semi-continental et est dans la région climatique  Vosges, caractérisée par une pluviométrie très élevée (1 500 à 2 000 mm/an) en toutes saisons et un hiver rude (moins de 1 °C). 
Pour la période 1971-2000, la température annuelle moyenne est de 9,2 °C, avec une amplitude thermique annuelle de 16,8 °C. Le cumul annuel moyen de précipitations est de 1 467 mm, avec 13,3 jours de précipitations en janvier et 10,8 jours en juillet. Pour la période 1991-2020, la température moyenne annuelle observée sur la station météorologique de Météo-France la plus proche, « Sewen - Lac Alfeld_sapc », sur la commune de Sewen à 4 km à vol d'oiseau, est de 10,0 °C et le cumul annuel moyen de précipitations est de 2 282,3 mm. 
La température maximale relevée sur cette station est de 37,2 °C, atteinte le 24 juillet 2019 ; la température minimale est de −21 °C, atteinte le 12 janvier 1987,,. 
Les paramètres climatiques de la commune ont été estimés pour le milieu du siècle (2041-2070) selon différents scénarios d'émission de gaz à effet de serre à partir des nouvelles projections climatiques de référence DRIAS-2020. Ils sont consultables sur un site dédié publié par Météo-France en novembre 2022.

## Urbanisme

### Typologie
Au 1er janvier 2024, Wegscheid est catégorisée commune rurale à habitat dispersé, selon la nouvelle grille communale de densité à sept niveaux définie par l'Insee en 2022.
Elle appartient à l'unité urbaine de Kirchberg, une agglomération intra-départementale regroupant six communes, dont elle est une commune de la banlieue,,. Par ailleurs la commune fait partie de l'aire d'attraction de Mulhouse, dont elle est une commune de la couronne,. Cette aire, qui regroupe 132 communes, est catégorisée dans les aires de 200 000 à moins de 700 000 habitants,.

### Occupation des sols
L'occupation des sols de la commune, telle qu'elle ressort de la base de données européenne d’occupation biophysique des sols Corine Land Cover (CLC), est marquée par l'importance des forêts et milieux semi-naturels (91,6 % en 2018), une proportion identique à celle de 1990 (91,6 %). La répartition détaillée en 2018 est la suivante : 
forêts (89,3 %), zones agricoles hétérogènes (3,5 %), prairies (3,4 %), milieux à végétation arbustive et/ou herbacée (2,3 %), zones urbanisées (1,5 %). L'évolution de l’occupation des sols de la commune et de ses infrastructures peut être observée sur les différentes représentations cartographiques du territoire : la carte de Cassini (XVIIIe siècle), la carte d'état-major (1820-1866) et les cartes ou photos aériennes de l'IGN pour la période actuelle (1950 à aujourd'hui).

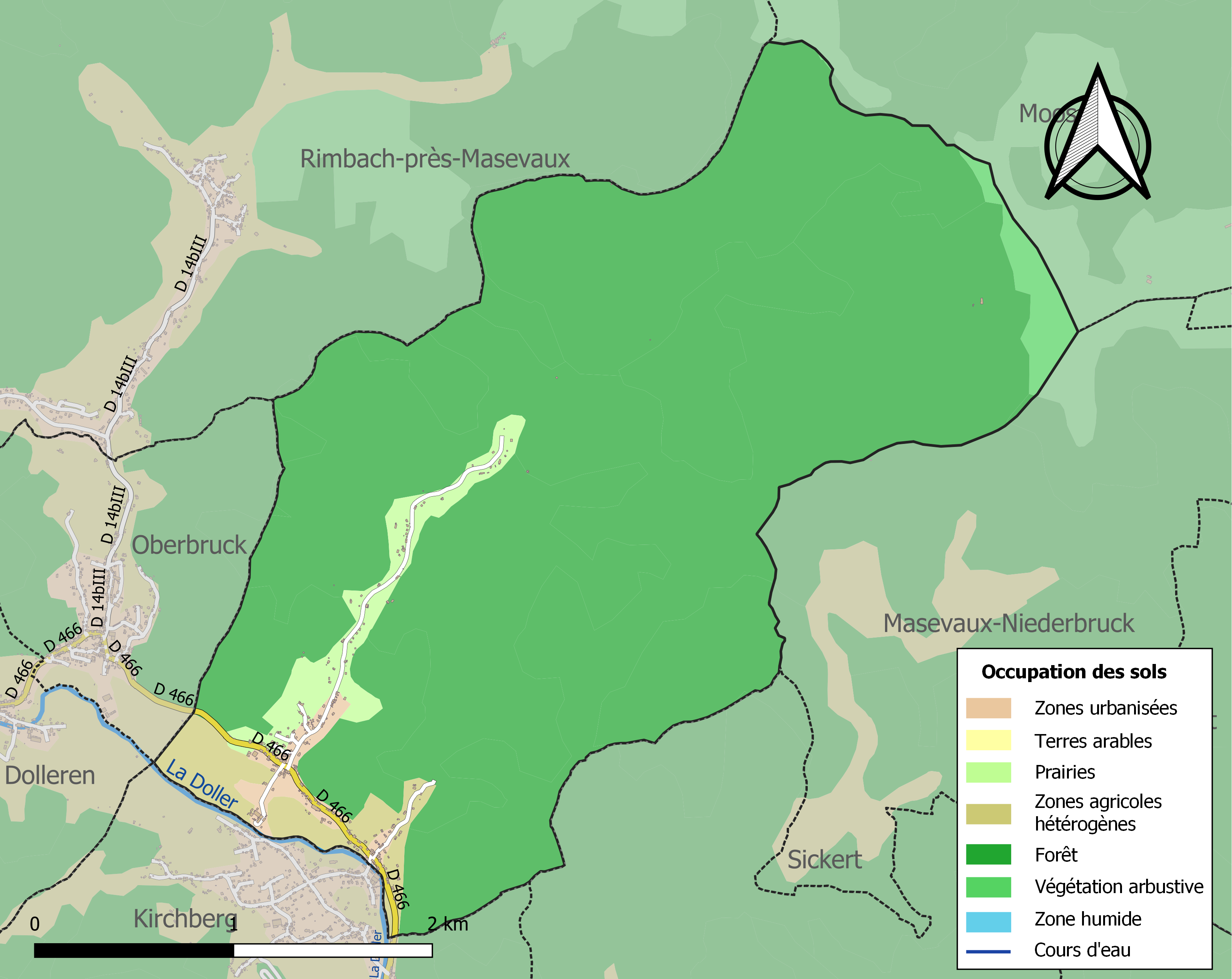
Carte des infrastructures et de l'occupation des sols de la commune en 2018 (CLC).

## Histoire
Le nom de Wegscheid, qui veut dire « séparation des chemins » (en allemand : Weg (chemin) et scheiden (séparation)), remonte au XIIIe siècle. Le village appartenait à la seigneurie de Masevaux (à la famille des Habsbourg entre 1324 et 1648).
Le nom Wegscheid apparait pour la première fois en 1315.
Au XVIe siècle, le petit vallon du Soultzbach au nord du village constitue le secteur minier le plus important d'Alsace. Les premières machines d'exhaure (pompage d'eau des puits de mines) du massif vosgien furent construites à Wegscheid au début des années 1500. Une « manufacture de fers-blancs » y fut fondée en 1718 par Jean-Henri d'Anthès et est devenue par lettres patentes de 1720 Manufacture Royale de Fers Blancs, suivie par d'autres industries au XIXe siècle.
Le peintre François Joseph Eugène Arbeit naquit le 9 août 1824 à Wegscheid, fils de Jean-Baptiste Arbeit, percepteur, et de Thérèse Borneque. Il fut l’élève des peintres Delacroix et Corot et séjourna durant 2 ans à Rome. Il a illustré les ouvrages d'Erckmann-Chatrian et a exposé ses œuvres, de 1876 à 1899, à Strasbourg et Mulhouse. Il était également maire de la commune de Wegscheid de 1876 à 1896.
Le 28 mars 2008 a été créée la réserve naturelle régionale de la forêt des volcans de Wegscheid sur une superficie de plus de 100 ha. Les tractations en vue du classement en réserve naturelle ont duré plus de 15 ans et la ténacité du maire Guy Richard a permis cet heureux aboutissement. Il s'y trouve une faune et une flore remarquables.
La mise en valeur du patrimoine minier a été décidée par la commune en 2015 à l'initiative du maire Guy Richard. Les premiers travaux de fouilles des mines ont été entrepris dans les années 90 et réactivés depuis 2015 grâce à la passion de l'équipe des archéologues miniers Les Trolls.
Le puits Notre Dame situé à 2 m d'une maison de même que les mines Reichenberg, Fürstenbau, Saint-Jacques et Vogelgesang datant du XVe siècle ont été rouvertes. La mine Reichenberg (montagne riche) est en cours de fouille(2018).

### Héraldique
| Blason de Wegscheid | Les armes de Wegscheid se blasonnent ainsi : « De sinople au pairle d'argent accosté à sénestre d'une fleur de lys de même et soutenant une croix latine d'or, à la bordure de seize compons d'or et de sable. » |

## Politique et administration

### Budget et fiscalité 2015
En 2015, le budget de la commune était constitué ainsi :
- total des produits de fonctionnement : 280 000 €, soit 813 € par habitant ;
- total des charges de fonctionnement : 231 000 €, soit 672 € par habitant ;
- total des ressources d’investissement : 102 000 €, soit 295 € par habitant ;
- total des emplois d’investissement : 150 000 €, soit 437 € par habitant ;
- endettement : 18 000 €, soit 52 € par habitant.

Avec les taux de fiscalité suivants :
- taxe d’habitation : 9,44 % ;
- taxe foncière sur les propriétés bâties : 7,37 % ;
- taxe foncière sur les propriétés non bâties : 105,29 % ;
- taxe additionnelle à la taxe foncière sur les propriétés non bâties : 50,60 % ;
- cotisation foncière des entreprises : 15,88 %.

### Liste des maires
| Période   | Période   | Identité                | Étiquette | Qualité                                                                                     |
| --------- | --------- | ----------------------- | --------- | ------------------------------------------------------------------------------------------- |
| 1908      | 1914      | Ferdinand König         |           |                                                                                             |
| 1914      | 1936      | Auguste Gasser (père)   |           |                                                                                             |
| 1936      | 1939      | Fernand Weiss           |           |                                                                                             |
| 1939      | 1953      | Ephrème Scheubel        |           |                                                                                             |
| 1953      | 1977      | Maurice Koenig          |           |                                                                                             |
| 1977      | mars 1989 | Jean Behra              |           |                                                                                             |
| mars 1989 | mai 2020  | Guy Richard (1952-2024) |           | Ancien directeur général Vice-président de la CC de la Vallée de la Doller et du Soultzbach |
| mai 2020  | En cours  | Jean-Marie Berlinger    |           | Technicien                                                                                  |

## Démographie

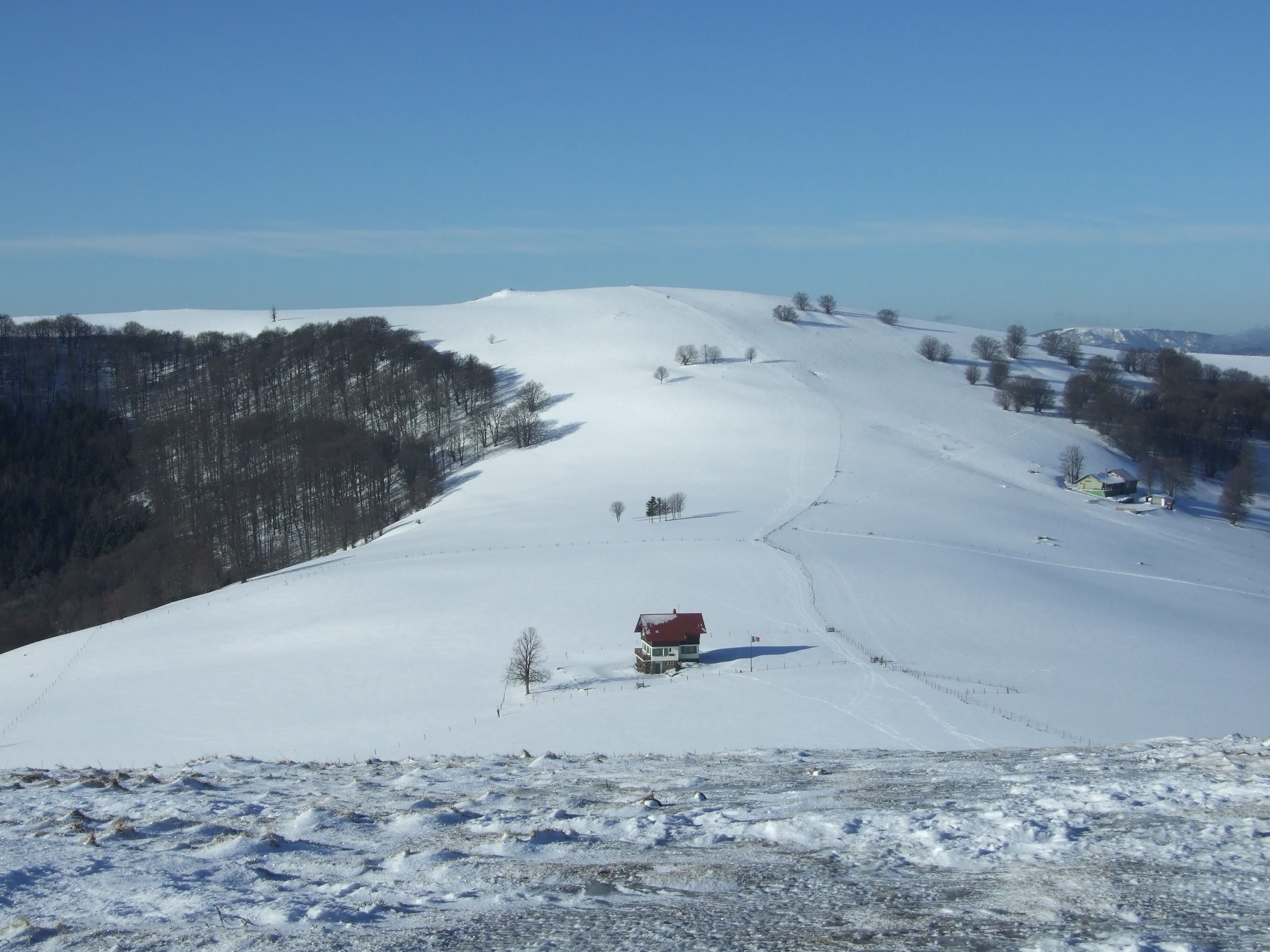
Massif du Rossberg.

L'évolution du nombre d'habitants est connue à travers les recensements de la population effectués dans la commune depuis 1793. Pour les communes de moins de 10 000 habitants, une enquête de recensement portant sur toute la population est réalisée tous les cinq ans, les populations de référence des années intermédiaires étant quant à elles estimées par interpolation ou extrapolation. Pour la commune, le premier recensement exhaustif entrant dans le cadre du nouveau dispositif a été réalisé en 2006.

En 2022, la commune comptait 317 habitants, en évolution de −2,46 % par rapport à 2016 (Haut-Rhin : +0,66 %, France hors Mayotte : +2,11 %).
| 1793 | 1800 | 1806 | 1821 | 1831 | 1836 | 1841 | 1846 | 1851 |
| ---- | ---- | ---- | ---- | ---- | ---- | ---- | ---- | ---- |
| 401  | 414  | 407  | 474  | 472  | 538  | 523  | 559  | 493  |

| 1856 | 1861 | 1866 | 1871 | 1875 | 1880 | 1885 | 1890 | 1895 |
| ---- | ---- | ---- | ---- | ---- | ---- | ---- | ---- | ---- |
| 458  | 520  | 483  | 467  | 451  | 384  | 424  | 416  | 406  |

| 1900 | 1905 | 1910 | 1921 | 1926 | 1931 | 1936 | 1946 | 1954 |
| ---- | ---- | ---- | ---- | ---- | ---- | ---- | ---- | ---- |
| 435  | 404  | 404  | 381  | 410  | 388  | 391  | 334  | 324  |

| 1962 | 1968 | 1975 | 1982 | 1990 | 1999 | 2006 | 2011 | 2016 |
| ---- | ---- | ---- | ---- | ---- | ---- | ---- | ---- | ---- |
| 324  | 286  | 286  | 282  | 299  | 304  | 331  | 342  | 325  |

| 2021 | 2022 | - | - | - | - | - | - | - |
| ---- | ---- | - | - | - | - | - | - | - |
| 318  | 317  | - | - | - | - | - | - | - |

## Lieux et monuments
- Réserve naturelle régionale de la forêt des volcans de Wegscheid sur une superficie d'environ 110 ha a été créée en 2008.
- Monument aux morts commun aux communes de Kirchberg et de Wegscheid[29].
- Oratoire à la Vierge au lieu-dit Schmaller date de 1919.
- Mines d'argent des XVe et XVIe siècles dans le vallon du Soultzbach.
- Jean-Henry d'Anthes obtient par lettres patentes de 1720 le droit d'établir à Wegscheid la manufacture royale de fers blancs la plus importante du royaume de France.

La commune ne possède pas d'église en propre mais possède avec la commune de Kirchberg l'église paroissiale Saint-Vincent  .

## Personnalités liées à la commune
- Eugène Arbeit, peintre (1824-1900), est né à Wegscheid.
- Xavier Wieder, contremaitre de tissage et poète (1888-1968), est né à Wegscheid.